# Дондюшанский район
Дондюша́нский райо́н (рум. Raionul Dondușeni, Район Дондушень) — административно-территориальная единица Республики Молдова.

## География
Расположен на севере страны. В Дондюшанском районе протекает река Реут и два его притока — Куболта и Кэинар. Большая часть территории района покрыта лесами, в которых обитают кабан, косуля, лиса, заяц, барсук и др.
Предположительно войдёт в состав нового еврорегиона «Днестр».

## История
Как и большинство районов Молдавской ССР, образован 11 ноября 1940 года под названием Атакский район с центром в селе Атаки. До 16 октября 1949 года находился в составе Сорокского уезда, после упразднения уездного деления перешёл в непосредственное республиканское подчинение.
С 31 января 1952 по 15 июня 1953 года район входил в состав Бельцкого округа, после упразднения окружного деления вновь перешёл в непосредственное республиканское подчинение.
30 марта 1962 года в состав Атакского района была передана часть территории упраздняемого Окницкого района.
2 января 1963 года административный центр объединённого района был перенесён из Атак в пгт Дондюшаны, в этой связи район получил название Дондюшанский.
20 ноября 1975 года был восстановлен Окницкий район, при этом в его состав была передана почти половина территории изначального Атакского района, включая бывший райцентр Атаки. В свою очередь, в составе Дондюшанского района осталась почти вся территория бывшего Тырновского района. Таким образом, территория Дондюшанского района лишь частично соответствует изначальному Атакскому району.
С 1999 по 2002 год, в рамках проводимой административной реформы, район являлся частью Единецкого уезда. После упразднения уездного деления, район вновь стал самостоятельной административной единицей.

## Население
|           | 2003 год | 2004 год | 2005 год | 2006 год | 2012 год |
| --------- | -------- | -------- | -------- | -------- | -------- |
| Дондюшаны | 10 350   | 10 300   | 9800     | 9700     | 10 500   |
| сёла      | 37 300   | 37 100   | 36 500   | 36 200   | 33 100   |
| Всего:    | 47 650   | 47 400   | 46 300   | 45 900   | 43 600   |

## Экономика
В районе действует 31 фермерское хозяйство. Здесь выращивают подсолнечник, сою, рис, рожь, а также овощные культуры.

## Достопримечательности
- В селе Чернолёвка расположен дом-музей молдавского художника Игоря Виеру.
- В центре села Цауль расположен самый большой в Молдове парк, основанный в начале XX века вокруг усадьбы семьи Поммер. Парк является одной из наиболее удачных работ архитектора-пейзажиста И. Владиславского-Падалко. Дендрологическая коллекция составлена примерно из 150 видов деревьев, кустарников и лиан, из которых более 100 форм являются экзотическими. Площадь парка составляет 46 га.
- В селе Редю-Маре находится парк площадью 10 га.